# Двадцять друга династія єгипетських фараонів
XXII династія — одна з династій фараонів, що правили в Стародавньому Єгипті під час так званого Третього перехідного періоду.
Династію називають також Лівійською і династією Бубасидів, через свою резиденцію (X–VIII ст. до н. е.) - місто Бубастіс.

## Історія
Засновником династії був Шешонк I, син лівійського вождя Німлота. Для підвищення своєї легітимності він одружив свого сина Осоркона I на доньці останнього фараона XXI династії Псусеннеса II.
Останні фараони XXII династії правили паралельно з правителями XXIII і XXIV династії. Фактично область їх правління обмежувалась Танісом і суміжними територіями. Остання згадка щодо правителя XXII династії Осоркона IV належить приблизно до 715 року до н. е..
Сучасні єгиптологи хронологічно правління династії відносять до:
- 950–730 рр. до н. е. (220 років) — за Е. Бікерманом.
- 946/945 — бл. 735 рр. до н. е. (бл. 210 років) — за Ю. фон Бекератом.
- 943 — бл. 746 рр. до н. е. (бл. 200 років) — за Е. Хорнунгом, Р. Крауссом і Д. Уорбертоном.

## Список фараонів
| Фараон             | Горове ім'я              | Правління          | Примітки                                                                                                |
| ------------------ | ------------------------ | ------------------ | --- |
| Шешонк I Асіхіс Г? | Хеджхефер Сетепенра      | 943 — 922 н. е.    | Імовірно, біблійний Шишак.                                                                              |
| Осоркон I          | Секхемкхеперра Сетепенра | 922 — 887 до н. е. | |
| Шешонк II          | Хекахеперра Сетепенра    | 887 — 885 до н. е. | |
| Такелот I          | Хеджхефер Сетепенра      | 885 — 872 до н. е. | |
| Осоркон II         | Усермаатра Сетепенамон   | 872 — 837 до н. е. | Як союзник Ізраїлю воював проти ассирійського царя Салманасара III в битві під Каркарою (853 до н. е.). |
| Шешонк III         | Усермаатра Сетепенра     | 837 — 798 до н. е. | |
| Шешонк IV          | Неджхефер Сетепенра      | 798 — 785 до н. е. | |
| Памі               | Усермаатра Сетепенамон   | 785 — 778 до н. е. | За Памі муміфікації були піддані два Апіси.                                                             |
| Шешонк V           | Анхепера                 | 778 — 740 до н. е. | |
| Петубастіс II      | Схетепибенра             | 740 — 730 до н. е. | |
| Осоркон IV         | Анхепера Сетепенамон     | 730 — 716 до н. е. | |